# Mateo Kovačić
Mateo Kovačić (* 6. května 1994 Linec) je chorvatský profesionální fotbalista, který hraje na pozici středního záložníka za anglický klub Manchester City FC a za chorvatský národní tým.
Kovačić je stříbrným medailistou z Mistrovství světa 2018. Čtyřikrát triumfoval v Lize mistrů UEFA – třikrát za sebou ve dresu Realu Madrid, později ve dresu Chelsea. Je druhým Chorvatem, kterému se toto zdařilo.

## Klubová kariéra

### LASK Linz
Kovačić se narodil v Rakousku, kam jeho rodiče v roce 1991 odešli z Bosny a Hercegoviny. I proto svou fotbalovou kariéru odstartoval v Linci, v jehož dresu na sebe začal upozorňovat skutečně nezvykle rychle.

### Dinamo Záhřeb
V roce 2007 se přesunul do akademie Dinama Záhřeb. Po pár měsících v klubu si vážně zlomil nohu a musel tak vynechat téměř celou sezónu 2007/08. Kovačić byl už v mladém věku považován za jednoho z nejslibnějších talentů chorvatského fotbalu. V pouhých sedmnácti letech se vypracoval až do základní sestavy slavného Dinama Záhřeb.

### Inter Milán
Na závěr zimního přestupního termínu v lednu 2013 přestoupil Kovačić z Dinama Záhřeb do italského Interu Milán za částku okolo patnácti milionů euro. V sezóně 2013/14 se často objevoval v sestavě trenéra Andrei Stramaccioniho, když odehrál 32 utkání v italské nejvyšší soutěži.
V podzimní části sezony 2014/15 se chorvatský záložník prosadil do základní sestavy nového trenéra Waltera Mazzarriho. V prosinci 2014 si Kovačić vysloužil nový kontrakt, po příchodu kouče Roberta Manciniho se rozhodl podepsal smlouvu do roku 2019. Kovačić svými výkony převyšoval své spoluhráče, kterým se sezóna 2014/15 příliš nepovedla, Inter skončil v lize až na 8. příčce a nekvalifikoval se tak do evropských pohárů. Věhlasný fotbalový klub měl velké finanční potíže a byl po sezóně nucen prodat několik svých klíčových hráčů, mezi nimiž byl například Shaqiri či právě Kovačić.

### Real Madrid
V srpnu 2015 se Kovačić přesunul do španělského Realu Madrid za zhruba 35 milionů eur (946 milionů korun). Ve svém novém působišti se dohodl na šestiletém kontraktu.
Po jedné sezóně v dresu Realu Madrid, v němž se nedokázal plně prosadit, se stal Kovačić předmětem přestupových spekulací. S Realem dokázal vyhrát Ligu mistrů, Superpohár UEFA a Mistrovství světa klubů, ve španělské La Lize však od začátku nastoupil jen do osmi ligových utkání. Kovačić se rozhodl ve španělském hlavním městě pokračovat.
S Bílým baletem Kovačić v sezóně 2016/17 oslavil double, po obhajobě vítězství v Lize mistrů se dočkal i ligového titulu. Kovačić se však ani ve své druhé sezóně nedokázal napevno probojovat do základní sestavy Realu Madrid a znovu se tak mluvilo o jeho možném odchodu.
V létě 2018, poté co s Realem Madrid potřetí v řadě triumfoval v Lize mistrů, se Kovačić rozhodl opustit španělský velkoklub, protože ani ve své třetí sezóně v klubu nehrál pravidelně.

### Chelsea
Mateo Kovačić v srpnu 2018 odešel na roční hostování do londýnské Chelsea, opačným směrem přestoupil brankář Thibaut Courtois. V anglické nejvyšší soutěži Kovačić debutoval 18. srpna, a to při výhře 3:2 nad Arsenalem. Chorvatský záložník rychle zapadl do základní sestavy trenéra Maurizia Sarriho. Kovačić pomohl ve Chelsea ke třetímu místu v Premier League, kde odehrál 32 zápasů, a k triumfu v Evropské lize.
Chelsea i přes zákaz přestupů získala Kovačiće v létě 2019 Kovačiće natrvalo. Blues za vicemistra světa z roku 2018 zaplatila 40 milionů liber. Kovačić se pod novým manažerem Frankem Lampardem stal jedním z nejdůležitějších hráčů Chelsea. Kovačić vstřelil svůj první gól za Chelsea 27. listopadu při venkovní remíze 2:2 s Valencií v Lize mistrů . 7. prosince vstřelil svůj první gól v Premier League, a to při venkovní prohře 3:1 s Evertonem. Ve finále FA Cupu 1. srpna 2020 byl vyloučen za zákrok na Granita Xhaku při prohře Chelsea s Arsenalem 2:1. Dne 25. srpna byl jmenován nejlepším hráčem Chelsea za sezónu 2019/20.
Dne 23. září 2020 si Kovačić připsal na své konto sté utkání v dresu Chelsea. Kovačić svým výkonem přispěl k výhře 6:0 v zápase třetího kola EFL Cupu proti Barnsley. Po ztrátě místa na začátku sezóny, se Kovačić po jmenování nového manažera Thomase Tuchela vrátil zpátky do základní sestavy. Před druhým utkáním čtvrtfinále Ligy mistrů 2020/21 proti Portu utrpěl Kovačić zranění šlachy a musel vynechat semifinálový duel proti svému bývalému klubu Realu Madrid, přes který Chelsea postoupila do finále. Přestože předtím vyhrál tři Ligy mistrů, si 29. května 2021 Kovačić poprvé v kariéře zahrál ve finále Ligy mistrů, když v 80. minutě vystřídal Masona Mounta. Chelsea ve finále porazila Manchester City 1:0 a Kovačić počtvrté triumfoval v Lize mistrů.
Na konci října 2021 se Kovačić zranil při tréninku a na začátku prosince měl pozitivní test na COVID-19. Do týmu se vrátil 19. prosince při remíze 0:0 s Wolverhamptonem Wanderers. Dne 2. ledna 2022 se prosadil v domácím utkání s Liverpoolem. Později za tento gól získal ocenění Premier League Goal of the Month a tato branka byla zvolena také nejkrásnějším gólem roku Chelsea. O šest dní později, 8. ledna, byl Kovačić poprvé kapitánem Chelsea, a to při vítězství 5:1 nad Chesterfieldem v FA Cupu.
V létě 2023 vyjádřil Kovačič nespokojenost se svou současnou situací v Chelsea a požádal vedení o přestup. O chorvatského fotbalistu měl zájem německý Bayernu Mnichov vedený bývalým koučem Chelsea Thomasem Tuchelem, či Manchester City.

### Manchester City
Kovačić na konci června vyměnil Chelsea za Manchester City, který protistraně zaplatil 30 milionů liber.

## Reprezentační kariéra
Kovačić nastupoval v chorvatských mládežnických reprezentacích U14, U15, U17, U19 a U21.
V A-týmu Chorvatska debutoval 22. 3. 2013 v kvalifikačním utkání o MS 2014 proti reprezentaci Srbska (výhra 2:0). Celkově za chorvatský národní výběr odehrál 29 zápasů a vstřelil v něm 1 branku (k 21. 6. 2016). Zúčastnil se MS 2014 v Brazílii a EURA 2016 ve Francii.

## Osobní život
Narodil se v Linci rodině bosenských Chorvatů, kteří do Rakouska uprchli před tehdy probíhající válkou v Bosně.

## Statistiky

### Klubové
K zápasu odehranému 8. srpna 2020
| Klub            | Sezóna       | Liga           | Liga   | Liga | Národní pohár | Národní pohár | Ligový pohár | Ligový pohár | Evropské poháry | Evropské poháry | Ostatní | Ostatní | Celkem | Celkem |
| Klub            | Sezóna       | Liga           | Zápasy | Góly | Zápasy        | Góly          | Zápasy       | Góly         | Zápasy          | Góly            | Zápasy  | Góly    | Zápasy | Góly   |
| --------------- | ------------ | -------------- | ------ | ---- | ------------- | ------------- | ------------ | ------------ | --------------- | --------------- | ------- | ------- | ------ | ------ |
| Dinamo Záhřeb   | 2010/11      | Prva HNL       | 7      | 1    | 2             | 0             | —            | —            | 0               | 0               | —       | —       | 9      | 1      |
| Dinamo Záhřeb   | 2011/12      | Prva HNL       | 25     | 4    | 7             | 1             | —            | —            | 12              | 1               | —       | —       | 44     | 6      |
| Dinamo Záhřeb   | 2012/13      | Prva HNL       | 11     | 1    | 1             | 0             | —            | —            | 8               | 0               | —       | —       | 20     | 1      |
| Dinamo Záhřeb   | Total        | Total          | 43     | 6    | 10            | 1             | —            | —            | 20              | 1               | —       | —       | 73     | 8      |
| Inter Milán     | 2012/13      | Serie A        | 13     | 0    | 1             | 0             | —            | —            | 4               | 0               | —       | —       | 18     | 0      |
| Inter Milán     | 2013/14      | Serie A        | 32     | 0    | 3             | 0             | —            | —            | —               | —               | —       | —       | 35     | 0      |
| Inter Milán     | 2014/15      | Serie A        | 35     | 5    | 1             | 0             | —            | —            | 8               | 3               | —       | —       | 44     | 8      |
| Inter Milán     | Total        | Total          | 80     | 5    | 5             | 0             | —            | —            | 12              | 3               | —       | —       | 97     | 8      |
| Real Madrid     | 2015/16      | La Liga        | 25     | 0    | 1             | 0             | —            | —            | 8               | 1               | —       | —       | 34     | 1      |
| Real Madrid     | 2016/17      | La Liga        | 27     | 1    | 4             | 0             | —            | —            | 6               | 1               | 2       | 0       | 39     | 2      |
| Real Madrid     | 2017/18      | La Liga        | 21     | 0    | 5             | 0             | —            | —            | 7               | 0               | 3       | 0       | 36     | 0      |
| Real Madrid     | Total        | Total          | 73     | 1    | 10            | 0             | —            | —            | 21              | 2               | 5       | 0       | 109    | 3      |
| Chelsea (host.) | 2018/19      | Premier League | 32     | 0    | 2             | 0             | 5            | 0            | 12              | 0               | —       | —       | 51     | 0      |
| Chelsea         | 2019/20      | Premier League | 31     | 1    | 6             | 0             | 1            | 0            | 8               | 1               | 1       | 0       | 47     | 2      |
| Chelsea         | 2020/21      | Premier League | 0      | 0    | 0             | 0             | 0            | 0            | 0               | 0               | 0       | 0       | 0      | 0      |
| Chelsea         | Total        | Total          | 63     | 1    | 8             | 0             | 6            | 0            | 20              | 1               | 1       | 0       | 98     | 2      |
| Career total    | Career total | Career total   | 259    | 13   | 33            | 1             | 6            | 0            | 73              | 7               | 6       | 0       | 377    | 21     |

1. 1 2 3 4 5 6 7  Zápasy v Lize mistrů
2. 1 2 3  Zápasy v Evropské lize

### Reprezentační
K zápasu odehranému 19. listopadu 2019
| Chorvatsko | Chorvatsko | Chorvatsko |
| Rok        | Zápasy     | Góly       |
| ---------- | ---------- | ---------- |
| 2013       | 7          | 0          |
| 2014       | 12         | 0          |
| 2015       | 5          | 1          |
| 2016       | 8          | 0          |
| 2017       | 5          | 0          |
| 2018       | 12         | 0          |
| 2019       | 7          | 0          |
| Celkem     | 56         | 1          |

#### Reprezentační góly
K zápasu odehranému 19. listopadu 2019. Skóre a výsledky Chorvatska jsou vždy zapisovány jako první.
| Gól | Datum          | Místo                                          | Zápas | Soupeř    | Skóre | Výsledek | Soutěž          |
| --- | -------------- | ---------------------------------------------- | ----- | --------- | ----- | -------- | --------------- |
| 1.  | 7. června 2015 | Stadion Anđelko Herjavec, Varaždín, Chorvatsko | 20    | Gibraltar | 2:0   | 4:0      | Přátelský zápas |